# Флаг Щучанского района
Флаг муниципального образования «Щу́чанский район» — опознавательно-правовой знак, составленный и употребляемый в соответствии с вексиллологическими (флаговедческими) правилами, и являющиеся официальным символом Щучанского района как муниципального образования на территории Курганской области Российской Федерации, символизирующий его достоинство и административное значение, единство его территории и населения, историческую преемственность, а также права органов местного самоуправления района.
Флаг утверждён 12 ноября 2009 года и внесён в Государственный геральдический регистр Российской Федерации с присвоением регистрационного номера 5623.

## Описание
«Флаг Щучанского района представляет собой зелёное полотнище, ширина и долина которого соотносятся как 2:3, с белыми, примыкающими к верхнему и нижнему краю полотнища, полосами, каждая из которых имеет восемь кремлёвского типа зубцов, из которых крайние видны наполовину; габаритная высота (ширина) каждой полосы равна 1/4 ширины флага; высота каждого зубца составляет половину ширины полосы.
В центре полотнища — круглая эмблема из герба Щучанского района жёлтого цвета: внутри тонкого кольца — широкое со вписанным в него косвенным крестом, расширяющимся на концах. Диаметр всей эмблемы составляет 3/10 ширины флага.
Оборотная сторона флага является зеркальным отображением его лицевой стороны».